# 1re compagnie étrangère parachutiste de mortiers lourds
La 1re compagnie étrangère parachutiste de mortiers lourds (1re CEPML) est une unité parachutiste éphémère de la Légion étrangère qui combattit durant la guerre d'Indochine au sein du corps expéditionnaire français en Extrême-Orient.

## Historique

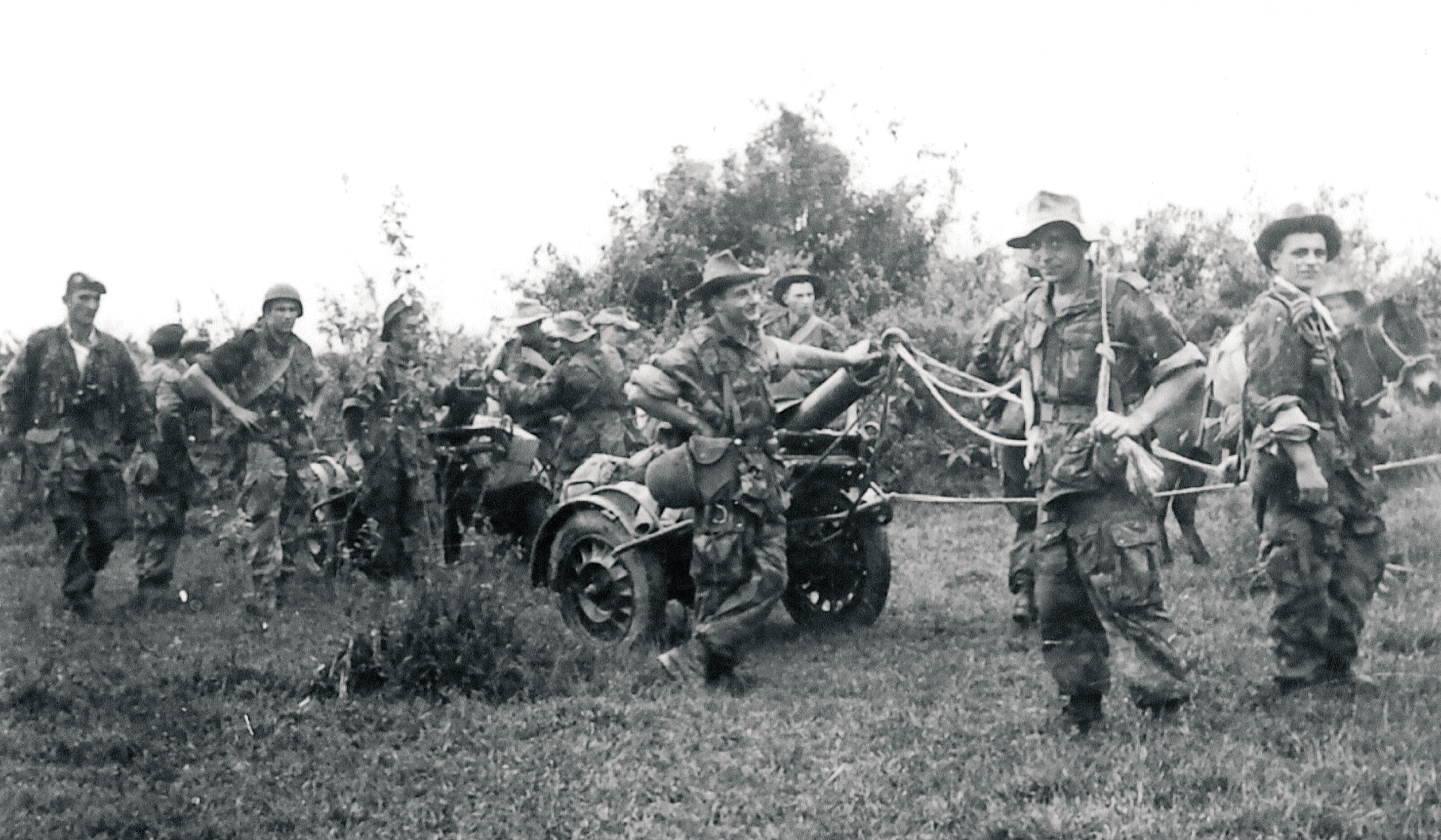
Des hommes de la 1re CEPML avec deux mortiers Brandt 120 mm de type AM 50

En août 1953, le lieutenant Jacques Molinier sert au 1er bataillon de parachutistes vietnamiens. Il est alors sollicité par l'état-major d'Hanoï pour constituer une compagnie parachutiste de mortiers lourds, intégrée à la Légion étrangère, et basée au Tonkin. Créée le 1er septembre 1953 à partir d'éléments des 1er et 2e BEP, elle est rattachée administrativement au 1er BEP. Sa base arrière est située à Quynh Loï, au sud de Hanoï.
La première opération en soutien des deux BEP a lieu dans la région de Vonh-Yen.
Le 21 novembre 1953, le lieutenant Molinier saute sur Diên Biên Phu avec la première vague de l'opération Castor, en bordure de la zone de largage Natacha. À 15 h, soixante-sept hommes et gradés, ainsi que huit mortiers de 120 mm et 800 obus ont été largués. À 16 h, la compagnie est en position de tir. C'est une première dans l'armée française, une unité lourde de mortiers de 120 a été larguée au cours d'une opération aéroportée.
La « Cepemele » avait enterré ses pièces dans des alvéoles de 3 à 4 mètres de diamètre. Par la suite, elle reçut par avion quatre mortiers supplémentaires et disposait désormais de 12 pièces pour un effectif de 99 officiers, sous-officiers et légionnaires.
Le 12 mars 1954, le lieutenant Molinier est blessé lors d'une reconnaissance effectuée sur le PA « Béatrice » avec le 1er BEP. Atteint d'une douzaine d'éclats d'obus de mortiers dans le dos et au visage, il est emmené à l'hôpital souterrain du médecin-commandant Grauwin, qui prend la décision de le faire évacuer par avion sur Hanoï. Pour l'officier, la bataille de Diên Biên Phu est terminée. Il passe le commandement de l'unité au lieutenant Paul Turcy qui est tué peu après, le 14 mars 1954. Le lieutenant Erwan Bergot assure le commandement de l'unité par intérim, jusqu'au parachutage en renfort du lieutenant Jean Singland.
Le 7 mai 1954, c'est l'assaut final. Les légionnaires sabotent les mortiers encore en état de tirer.       
Le 1er juin, la « Cepemele » est dissoute. En huit mois d'existence, elle a tiré plus de 30 000 coups ; ses pertes sont lourdes : 24 tués et 43 blessés. À la libération des prisonniers des camps viet-minh, ils ne sont plus que 17 survivants. Après la dissolution, le lieutenant Molinier prit le commandement de la CCS du 1er BEP.

## Commandants de la compagnie
- Lieutenant Molinier : 1953 - 1954[3]
- Lieutenant Turcy : 1954 (tué à DBP[Quoi ?])
- Lieutenant Bergot : 1954
- Lieutenant Singland : 1954

## Sources et bibliographie
- Collectif, Histoire des parachutistes français, Société de Production Littéraire, 1975.
- Jean Brunon et Georges Manue, Le livre d’or de la Légion étrangère (1831-1955), éditions Charles Lavauzelle et Cie, 1958.
- Pierre Montagnon, Les parachutistes de la légion : 1948-1962, Paris, Pygmalion, 2005, 355 p. (ISBN 978-2-85704-940-1, OCLC 937872021).